# قره‌محمدلی (آق‌سو)
قره‌محمدلی (به لاتین: Qaraməmmədli) یک منطقه مسکونی در جمهوری آذربایجان است که در شهرستان آق‌سو واقع شده است. قره‌محمدلی ۳۵۸ نفر جمعیت دارد.